# Hellas (Schiff, 1826)
Die Fregatte Hellas (altgriechisch Ελλάς = Griechenland) war das Flaggschiff der Hellenischen Republik.

## Geschichte
Die griechische Regierung bestellte bei der New Yorker Werft Leroy, Bayard & Co die beiden Schiffe Elpis (altgriechisch Ελπίς = Hoffnung) und Sotir (altgriechisch Σωτήρ = Retter). Da sie jedoch einen finanziellen Engpass hatte und nicht beide Schiffe bezahlen konnte, wurde die Sotir an die United States Navy verkauft.
Der griechische Agent Alexandros Kontostavlos heuerte aus Geldmangel eine viel zu kleine Mannschaft von 150 Seeleuten an, wie Kapitän F. Gregory meinte. Weil bei der Überfahrt Alkoholmangel herrschte, meuterte die Mannschaft und wollte das Schiff in Kolumbien verkaufen. Die Meuterei schlug jedoch fehl und im November 1826 erreichte die Elpis Nafplio. Das Schiff wurde in Hellas umbenannt und wurde das Flaggschiff der griechischen Marine.
Erster Kommandant des Schiffes wurde Andreas Miaoulis, der jedoch von März 1827 bis Dezember 1828 durch den englischen Lord Cochrane abgelöst wurde. Am 30. – 31. Mai 1828 versenkte die Hellas in der Schlacht am Kap Baba zwei türkische Kriegsschiffe.
Ioannis Kapodistrias forderte Admiral Andreas Miaoulis auf, die Flotte an den russischen Admiral Peter Iwanowich Rikord zu übergeben. Als dieser sich weigerte, rückte die russische Flotte gegen Miaoulis vor und kesselte ihn auf der Insel Poros ein. Daraufhin ließ Miaoulis am 13. August 1831 die griechische Flotte verbrennen.